# Frédéric Belaubre
Frédéric Belaubre né le 14 février 1980 à Poissy, est un triathlète professionnel français, triple champion d'Europe de triathlon.

## Biographie

### Jeunesse
Frédéric Belaubre court son premier triathlon en 1993 à l’âge de 13 ans. Il se révèle en remportant le titre mondial junior à Perth en 2000 ainsi que le championnat d'Europe juniors par équipe la même année. Il est le fils de Georges Belaubre, pionnier du triathlon en France qui remporte le championnat de France de triathlon en 1985. En 2001, parallèlement à sa carrière de sportif de haut niveau, il rejoint le dispositif « Athlètes SNCF » en tant qu’agent commercial voyageurs à Saint-Raphaël.

### Carrière professionnelle
Frédéric Belaubre remporte son premier titre national élite en 2002 et se qualifie pour les Jeux olympiques d'Athènes en 2004 où il se classe 5e. Au cours de l'épreuve, le francilien réalise la performance d'accrocher les favoris qui se battent pour le podium, jusqu'à l'entame de la course à pied. L'année suivante, il remporte sa première victoire en coupe du monde et est sacré champion d'Europe devant son compatriote Cédric Fleureton lors de l'Euro 2005 à Lausanne.
En 2006 à Autun, il conserve son titre continental et monte pour la première fois sur le podium des championnats du monde en remportant la médaille de bronze lors des mondiaux organisés à Lausanne. Il remporte son troisième titre de champion d'Europe le 10 mai 2008 à Lisbonne. Plus récemment, il termine dixième de l'épreuve de triathlon aux Jeux olympiques d'été de 2008. En parallèle du triathlon, il remporte le championnat de Côte d'Azur de cross-country en 2010, mais n'a pas pris part au championnat de France de cross-country la même année.
En 2015, Frédéric Belaubre fait ses débuts sur longue distance en réalisant son premier Ironman 70.3 en Californie  où il prend la 21e place. Il remporte le titre de champion de France longue distance à Gravelines en 4 h 3 min 43 s, devant le jeune espoir Arnaud Guilloux. Il remporte cette victoire avec sa compagne dans la vie, la triathlète professionnelle Charlotte Morel qui fait de même chez les femmes. En juillet 2015, ils gagnent tous les deux dans leurs classements respectifs le triathlon M de l'Alpe d'Huez.

### Reconversion
En 2012, il commente les épreuves de triathlon des Jeux Olympiques de Londres sur France Télévisions avec Nicolas Geay.
En 2014, Frédéric Belaubre et sa compagne Charlotte Morel créent leur structure d'entraînement personnalisé en triathlon, sous l’appellation de « Ma Tribu » (« My Tribe ») la marque est  déposée et propose divers services autour du triathlon et de ses équipements[réf. souhaitée].

## Palmarès
Le tableau présente les résultats les plus significatifs (podium) obtenus sur le circuit national et international de triathlon depuis 2002,.
| Année | Compétition                                        | Pays        | Position      | Temps           |
| ----- | -------------------------------------------------- | ----------- | ------------- | --------------- |
| 2015  | Championnat de France longue distance              | France      | Médaille d'or | 4 h 3 min 43 s  |
| 2014  | Coupe d'Europe - l'étape de Madrid                 | Espagne     |               | 1 h 53 min 54 s |
| 2014  | Coupe d'Europe - l'étape de Genève                 | Suisse      |               | 1 h 58 min 52 s |
| 2013  | Coupe du monde - l'étape de Tiszaújváros           | Hongrie     |               | 0 h 53 min 58 s |
| 2011  | Coupe du monde - l'étape de Monterrey              | Mexique     |               | 1 h 47 min 6 s  |
| 2011  | Coupe d'Europe - l'étape d'Antalya                 | Turquie     |               | 1 h 53 min 32 s |
| 2011  | Coupe d'Europe - l'étape de Quarteira              | Portugal    |               | 1 h 42 min 0 s  |
| 2010  | Championnats du monde de triathlon en relais mixte | Suisse      |               | 1 h 14 min 11 s |
| 2010  | Championnat de France                              | France      |               | 1 h 53 min 19 s |
| 2008  | Championnat d'Europe                               | Portugal    |               | 1 h 53 min 3 s  |
| 2007  | Coupe du monde - l'étape de Kitzbühel              | Autriche    |               | 1 h 42 min 57 s |
| 2007  | Coupe du monde - l'étape de Tiszaújváros           | Hongrie     |               | 1 h 48 min 3 s  |
| 2007  | Championnat de France                              | France      |               | 1 h 56 min 3 s  |
| 2006  | Championnat d'Europe                               | France      |               | 1 h 56 min 44 s |
| 2006  | Championnat du monde                               | France      |               | 1 h 52 min 12 s |
| 2006  | Coupe du monde - l'étape de Pékin                  | Chine       |               | 1 h 52 min 47 s |
| 2006  | Championnat de France                              | France      |               | 1 h 54 min 44 s |
| 2005  | Championnat d'Europe                               | Suisse      |               | 1 h 55 min 56 s |
| 2005  | Coupe du monde - l'étape de Salford                | Royaume-Uni |               | 1 h 51 min 35 s |
| 2005  | Coupe du monde - l'étape de Pékin                  | Chine       |               | 1 h 49 min 55 s |
| 2004  | Coupe du monde - l'étape de Madrid                 | Espagne     |               | 1 h 54 min 44 s |
| 2004  | Championnat de France                              | France      |               | Timing          |
| 2002  | Championnat de France                              | France      |               | Timing          |

| Année | Nombres | Étapes               |
| ----- | ------- | -------------------- |
| 2007  | 1       | Dunkerque            |
| 2005  | 1       | Dunkerque            |
| 2004  | 1       | La Baule             |
| 2003  | 1       | La Baule             |
| Total | 4       | 2 villes différentes |